# Tanjung Batu Itam
Tanjung Batu Itam is een bestuurslaag in het regentschap Belitung Timur van de provincie Bangka-Belitung, Indonesië. Tanjung Batu Itam telt 1542 inwoners (volkstelling 2010).